# Chálida Zijáová
Bégam Chálida Zijáová (* 15. srpen 1945) je bangladéšská politička, která byla premiérkou Bangladéše v letech 1991 až 1996 a znovu v letech 2001 až 2006. Když byla v roce 1991 demokraticky zvolena premiérkou, stala se první ženou v historii Bangladéše a druhou v historii muslimského světa (po Bénazír Bhuttové) v takto vysoké funkci. Zijáová byla první dámou Bangladéše během prezidentství jejího manžela Ziaura Rahmána. Je předsedkyní Bangladéšské nacionalistické strany (BNP) založené jejím manželem Rahmanem koncem 70. let.
Po vojenském převratu 1982 vedeném armádním generálem Husajnem Muhammadem Eršádem, vedla Zijáová pro-demokratické hnutí až do pádu vojenské diktatury v roce 1990. Chálida se stala premiérkou po vítězství BNP ve všeobecných volbách v roce 1991. V opakovaných všeobecných volbách v roce 1996 získala nejvíc hlasů Lidová liga Šajch Hasíny Vadžídové. Celkově byla zavolena v letech 1991, 1996 a 2001.
Konec volební období její vlády v roce 2006 byl poznamenán násilnostmi a politickými střety, které vyvrcholily nekrvavým vojenským převratem a ustavením přechodné vlády. V době vládnutí přechodné vlády byla Chálida Zijáová spolu se svými dvěma syny obviněna z korupce.